# ولادیمیر پتروف (بازیکن هاکی روی یخ)
ولادیمیر پتروف (روسی: Влади́мир Влади́мирович Петро́в؛ ۳۰ ژوئن ۱۹۴۷ – ۲۸ فوریهٔ ۲۰۱۷) بازیکن هاکی روی یخ اهل اتحاد جماهیر شوروی سوسیالیستی بود.
وی همچنین برندهٔ جوایزی همچون نشان دوستی شده‌است.